# ستانيسلاف بيلوف
ستانيسلاف بيلوف (17 يوليو 1992 - ) هو لاعب كرة قدم روسي في مركز الوسط. لعب مع FC Piter Saint Petersburg ‏.